# 8450 Egorov
8450 Egorov (1977 QL1) là một tiểu hành tinh vành đai chính được phát hiện ngày 19 tháng 8 năm 1977 bởi N. S. Chernykh ở Đài vật lý thiên văn Crimean.